# Mongolia en los Juegos Olímpicos de Barcelona 1992
Mongolia estuvo representada en los Juegos Olímpicos de Barcelona 1992 por un total de 33 deportistas, 27 hombres y 6 mujeres, que compitieron en 8 deportes.
El portador de la bandera en la ceremonia de apertura fue el yudoca Badmaanyambuugiin Bat-Erdene.

## Medallistas
El equipo olímpico mongol obtuvo las siguientes medallas:
| Nombre               | Deporte | Competición    |
| -------------------- | ------- | -------------- |
| Oro                  |         |                |
| —                    |         |                |
| Plata                |         |                |
| —                    |         |                |
| Bronce               |         |                |
| Namjilyn Bayarsaijan | Boxeo   | 60 kg M        |
| Munjbayar Dorjsuren  | Tiro    | Pistola 25 m F |